# Syedra myrmicarum
Syedra myrmicarum är en spindelart som först beskrevs av Kulczynski 1882.  Syedra myrmicarum ingår i släktet Syedra och familjen täckvävarspindlar. Inga underarter finns listade i Catalogue of Life.